# BU Geminorum
BU Geminorum (BU Gem / 6 Geminorum / HD 42543 / HR 2197) es una estrella variable en la constelación de Géminis. De magnitud aparente media +6,38, visualmente se localiza entre Tejat Prior (η Geminorum) y 3 Geminorum, cerca del límite con Tauro.
BU Geminorum es una estrella lejana cuya distancia es mal conocida; de acuerdo a la paralaje medida por el satélite Hipparcos, puede hallarse a más de 4000 años luz del sistema solar, pero el error inherente a la medición es superior al valor de la propia medida.
Otro estudio sitúa esta estrella a una distancia aproximada de 3000 años luz.
BU Geminorum es una supergigante roja de tipo espectral M0Iab con una temperatura efectiva entre 3614 y 3789 K. Semejante a la brillante Betelgeuse (α Orionis) o a σ Canis Majoris, tiene un radio 670 veces mayor que el del Sol, lo que equivale a 3,12 UA. Si estuviese en el centro del Sistema Solar, los cuatro planetas más cercanos al Sol —entre ellos la Tierra— estarían contenidos en el interior de la estrella. Su contenido metálico es notablemente inferior al solar ([Fe/H] = -0,42), con una abundancia relativa de hierro correspondiente al 38% del existente en el Sol.
Catalogada como una variable irregular LC, el brillo de BU Geminorum varía entre magnitud +5,74 y +8,10. Si bien no existe una periodicidad definida, existen indicios de un posible período de 2450 ± 750 días.